# Revolta de pe Bounty (film din 1962)
Revolta de pe Bounty (titlu original: Mutiny on the Bounty) este un film american din 1962 regizat de Lewis Milestone. În rolurile principale joacă actorii Marlon Brando, Trevor Howard și Richard Harris.

## Distribuție
- Marlon Brando - Primul Ofițer  Fletcher Christian
- Trevor Howard - Cpt. William Bligh
- Richard Harris - Marinar John Mills
- Hugh Griffith - Marinar Alexander Smith
- Richard Haydn - horticultor William Brown
- Tarita Teriipia - prințesa Maimiti
- Percy Herbert - Marinar Matthew Quintal
- Duncan Lamont - John Williams
- Gordon Jackson - Marinar Edward Birkett
- Chips Rafferty - Marinar Michael Byrne
- Noel Purcell - Helmsman William McCoy
- Ashley Cowan - Samuel Mack
- Eddie Byrne - John Fryer (șef navigație)
- Tim Seely - Edward 'Ned' Young (aspirant)
- Frank Silvera - Minarii